# Oleksandr Pomazun
Oleksandr Vasyl'ovyč Pomazun (in ucraino Олександр Васильович Помазун?; in russo Александр Васильевич Помазун?, Aleksandr Vasil'evič Pomazun; Charkiv, 11 ottobre 1971) è un allenatore di calcio ed ex calciatore ucraino con cittadinanza russa, di ruolo portiere.
È il padre di Il'ja Pomazun, anch'egli calciatore.

## Palmarès

### Giocatore

#### Competizioni nazionali
- Campionato russo: 1

Spartak Mosca: 1993